# Kirsten Flipkens
Kirsten Flipkens (n. 10 ianuarie 1986, Geel, Flandra, Belgia) este o jucătoare profesionistă de tenis din Belgia, semifinalistă la Wimbledon în 2013. Cea mai bună clasare a carierei a fost locul 23 mondial. La momentul actual este pe locul 81 WTA. Flipkens a disputat finala Cupei Fed în 2006 alături de echipa Belgiei, pierdută la Italia. A fost o junioară de excepție, fiind numărul mondial 1 în ambele probe de simplu și de dublu.  

## Legături externe
- nl Site oficial Arhivat în 29 octombrie 2019, la Wayback Machine.
- Kirsten Flipkens la Women's Tennis Association
- Kirsten Flipkens la International Tennis Federation
- Kirsten Flipkens pe site-ul Fed Cup